# Baray

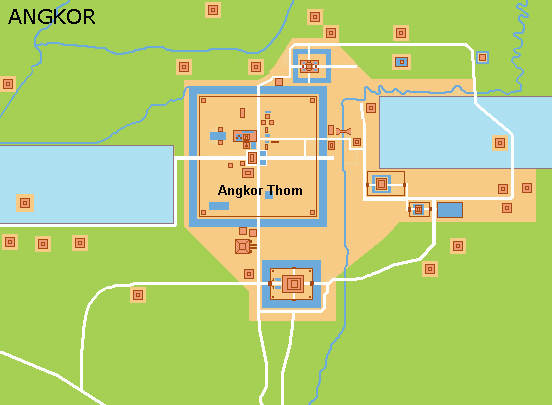
Carte d'Angkor Thom montrant la disposition des barays.

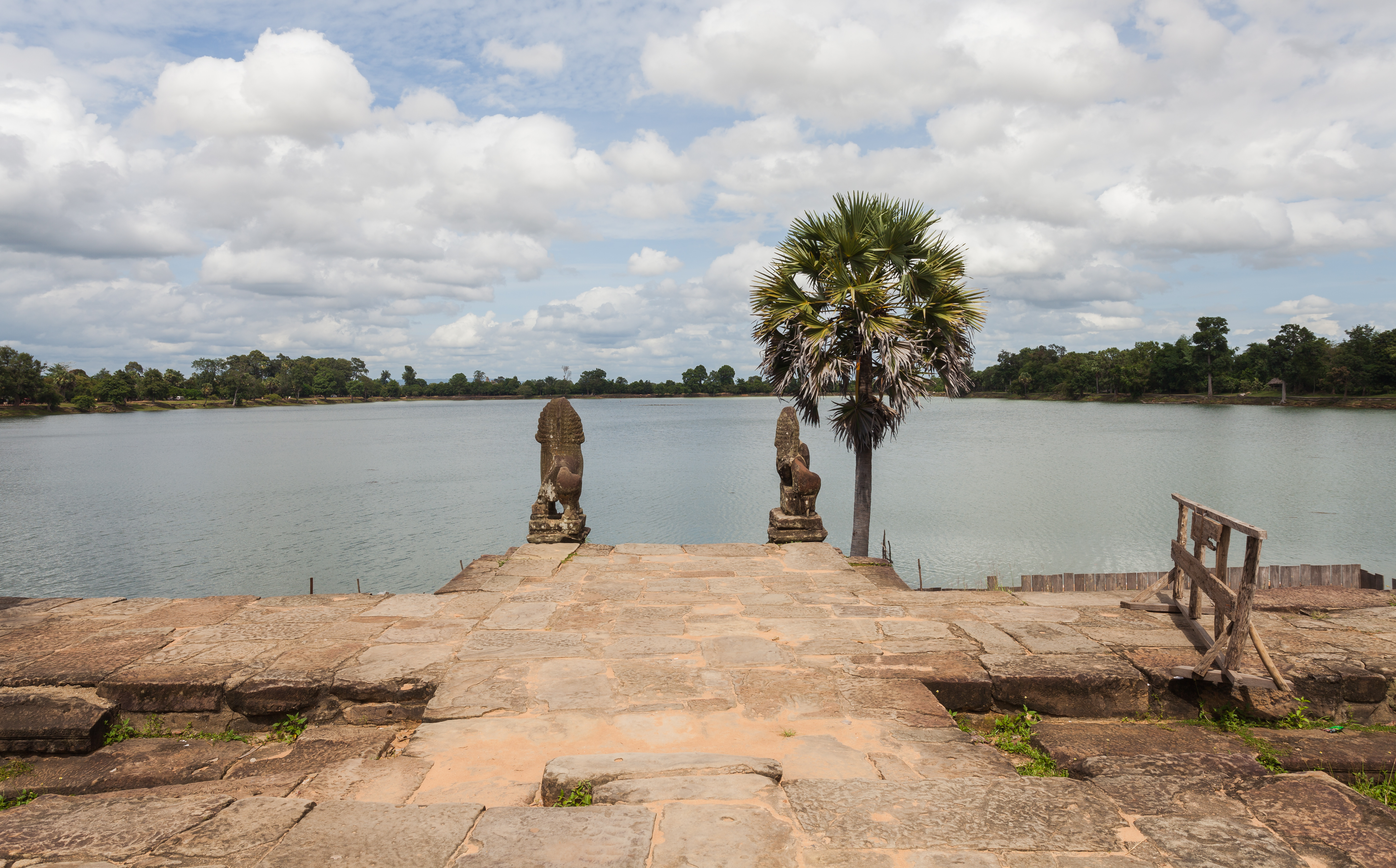
Baray Srah Srang.

Un baray est, dans l'empire khmer, un vaste quadrilatère de digues puissantes pouvant atteindre des dimensions considérables. Le baray occidental, le troisième et le plus élaboré des réservoirs d'Angkor, mesure ainsi 8 km de long et 2,2 km de large. Les temples disposaient aussi de plus ou moins vastes bassins rectangulaires. La fonction religieuse et symbolique de ces étendues d'eau est certaine. Ainsi, les douves d'Angkor Vat représentent l'Océan primordial tandis que le temple représente le Mont Méru, et la succession des enceintes symbolise les massifs montagneux des textes.
L'aménagement des baray permet un réseau hydraulique angkorien élaboré. Le mode de fonctionnement des baray est simple : remplissage par les eaux de pluie ou les rivières de mai à novembre (saison des pluies) puis, en fonction de la pente naturelle du terrain, redistribution (de décembre à avril) par un système de canaux primaires et secondaires vers des rizières inondées.
En Asie du Sud-Est, des mois de quasi-sécheresse suivent les mois de mousson. Pour assurer un approvisionnement constant en eau, réguler la production de riz et maîtriser les crues, les Khmers édifièrent, à côté des barays, tout un réseau de canaux, de fossés et de réservoirs non quadrilatères. Cependant, selon des géologues et des agronomes le sol de la région d'Angkor est la moins propice à la culture du riz.
Homonymie : Un district de la province de Kampong Thom s'appelle également Baray (même origine).